# Новиков Михайло Петрович
Михайло Петрович Новиков (нар. 25 липня 1918 року, селище Середина-Буда, Українська РСР — пом. 4 березня 1993 року, Москва, Російська Федерація) — радянський і російський релігієзнавець, фахівець з історії і теорії атеїзму і релігії. Доктор філософських наук, професор. Один з авторів і науковий редактор «Атеїстичного словника» та «Кишенькового словника атеїста».

## Біографія
Народився 25 липня 1918 року в селище Середина-Буда Сумської області. Батько — робітник, мати — домогосподарка, яка виховувала чотирьох дітей.
Початкову та неповну середню освіту отримав в Середині-Буді нинішньої Сумської області. У 1932 році разом з батьками переїхав до Магнітогорська. З 1932 — 1943 роках працював за наймом та навчався. У 1937 — 1938 роках був слухачем підготовчих курсів при Магнітогорському педагогічному інституті, здавши екстерном іспити за курс середньої школи.
У 1938 році вступив і в 1941 році з відзнакою закінчив Магнітогорський державний педагогічний інститут за спеціальністю «Російська мова і література», повністю виконавши за час навчання в інституті навчальний план історичного факультету.
Після закінчення інституту працював викладачем російської мови і літератури в Тубинській середній школі № 1.
Ветеран-учасник німецько-радянської війни. В 1943 — 1944 роках перебував на військовій службі у Червоній Армії. Після закінчення війни з 1946 по 1953 роки працював в Середині-Буді Сумської області штатним пропагандистом, відповідальним редактором районної газети «Колгоспна правда», завідувачем відділом пропаганди і агітації, секретарем районного комітету партії.
У 1953 році відряджений на навчання до аспірантури. У жовтні 1953 — жовтні 1956 років навчався в аспірантурі Московського обласного педагогічного університету по кафедрі філософії. У 1956 році в Московському державному педагогічному інституті ім. В. І. Леніна захистив дисертацію на здобуття наукового ступеня кандидата філософських наук за темою «Особливості прояву та подолання протиріч у соціалістичному способі виробництва».
У березні 1957 — травні 1959 років працював референтом відділу філософії, педагогіки, літератури і мистецтва правління товариства «Знання» РРФСР. У травні 1959—1960 років за переведення був зарахований в. о. завідувача відділу історії і теорії атеїзму журналу «Наука і релігія».
З 1960 року до кінця життя — співробітник кафедри наукового атеїзму філософського факультету МДУ ім. М. В. Ломоносова. Пройшов шлях послідовно від старшого викладача (1960—1962 роках) і доцента (1962—1968 роках) до професора (з 1968 року) і завідувача кафедрою наукового атеїзму (1969—1987 роках).
У 1967 році в МДУ імені М. В. Ломоносова захистив дисертацію на здобуття наукового ступеня доктора філософських наук за темою «Ідеологія сучасного російського православ'я».
У 1991 — 1993 роках професор кафедри філософії релігії та релігієзнавства філософського факультету МДУ їм. М. В. Ломоносова.

## Наукова діяльність
Редактор і один з авторів «Атеїстичного словника», а також трьох видань підручника «Історія і теорія атеїзму», монографій «Російська православна церква».
У працях М. П. Новикова досліджуються особливості сучасного релігійного модернізму; обґрунтовується необхідність історико-філософського підходу до оцінки змін в галуззі релігійної ідеології і релігійних відносин. М. П. Новиков представив загальну оцінку можливостей і майбуття релігії загалом та її окремих різновидів, включаючи хіліастичні і східні культи.

## Наукові праці

### Монографії
- Новиков М. П. Православие и современность. — М.: Изд-во МГУ, 1965. — 253 с.
- Новиков М. П., Дмитриева Н. К. Богословская фальсификация общественных явлений. — М.: Знание, 1975. — 63 с. (Новое в жизни, науке, технике. Серия научный атеизм; 9. 1975).
- Новиков М. П. Тупики православного модернизма: (Критический анализ богословия XX века). — М.: Политиздат, 1979. — 167 с.;
- Коммунистическое воспитание трудящихся: [Сб. статей / Редкол.: М. П. Новиков (отв. ред.) и др.]. — Ташкент : ТашГУ, 1979. — 159 с.; 20 см. — (Сб. науч. тр. : // Ташк. гос. ун-т им. В. И. Ленина. N 616.
- Новиков М. П. Роль научного атеизма в формировании активной жизненной позиции: (Сокр. стеногр. лекции). — М. : Знание, 1980. — 12 с.
- Гордиенко Н. С., Новиков М. П. Современная идеологическая борьба и религия. — М. : о-во «Знание» РСФСР, 1980. — 40 с.; 20 см. — (В помощь лектору. / О-во «Знание» РСФСР, Науч.-метод. совет по пропаганде науч. атеизма).
- История и теория атеизма: Учеб. пособие для филос. фак. и отд-ний ун-тов / Г. Л. Баканурский, Ю. Ф. Борунков, И. И. Бражник и др.; Редкол.: М. П. Новиков (отв. ред.) и др.. — 2-е изд., перераб. и доп. — М. : Мысль, 1982. — 430 с.
- Актуальные проблемы теории и практики научного атеизма / Д. М. Угринович, М. П. Новиков, З. А. Тажуризина и др.]; Под ред. М. П. Новикова, Ф. Г. Овсиенко. — М.: Изд-во МГУ, 1985. — 239 с.;
- Преподавание научного атеизма в вузе: Науч.-метод. пособие / Г. Г. Квасов и др.; Под ред. М. П. Новикова. — М. : Высшая школа, 1988. — 223 с.;
- Новиков М. П. Христианизация Киевской Руси: методологический аспект. — М.: Изд-во МГУ, 1991. — 174 с. ISBN 5-211-01006-X

### Словники
- Карманный словарь атеиста / Ю. А. Бахныкин, М. С. Беленький, А. В. Белов и др.; Под ред. М. П. Новикова. — 3-е изд., испр. и доп. — М. : Политиздат, 1981. — 280 с.;
- Атеистический словарь / Абдусамедов А. И., Алейник Р. М., Алиева Б. А. и др.; Под общ. ред. М. П. Новикова. — М. : Политиздат, 1983. — 559 с.
- Атеистический словарь / Абдусамедов А. И., Алейник Р. М., Алиева Б. А. и др.; Под общ. ред. М. П. Новикова. — 2-е изд., испр. и доп. — М. : Политиздат, 1985. — 512 с.

### Статті
- Новиков М. П. О модернизации религиозной идеологии (Освещение современного православия в атеистической литературе) // Вопросы научного атеизма. Вып. 1 / Редкол. А. Ф. Окулов (отв. ред.) и др.; Акад. обществ. наук ЦК КПСС. Ин-т научного атеизма. — М. : Мысль, 1966. — С. 415—425. — 25000 прим.
- Новиков М. П. О предмете научного атеизма // Вопросы научного атеизма. Вып. 15. Научный атеизм в высшей школе / Редкол. А. Ф. Окулов (отв. ред.); Акад. обществ. наук ЦК КПСС. Ин-т научного атеизма. — М. : Мысль, 1973. — С. 25—37. — 19000 прим.
- Новиков М. П. Научно-исследовательская работа на кафедре истории и теории атеизма МГУ // Вопросы научного атеизма. Вып. 19 / Редкол. А. Ф. Окулов (отв. ред.); Акад. обществ. наук ЦК КПСС. Ин-т научного атеизма. — М. : Мысль, 1976. — С. 134—142. — 16500 прим.
- Новиков М. П. Введение христианства на Руси с точки зрения общественного прогресса // Вопросы научного атеизма. Вып. 37. Православие в истории России / Редкол. В. И. Гараджа (отв. ред.) и др.; Акад. обществ. наук ЦК КПСС. Ин-т научного атеизма. — М. : Мысль, 1988. — С. 9—19. — 20700 прим. — ISBN 5-244-00202-3.

## Родина
- Дружина — Радченко Олександра Петрівна (нар. 1925 р.)[1].
- Син — Новиков Віктор Михайлович (нар. 1950 р.).